# Ramil Gasimov
Ramil Gasimov (en azéri : Ramil Famil oğlu Qasımov ; né le 13 août 1981 à Gandja) est un judoka paralympique azerbaïdjanais, concourant dans la catégorie de poids jusqu'à 73 kilogrammes et la catégorie de cécité B3, champion paralympique 2016, champion du monde 2014, deux-temps champion d'Europe.

## Activité sportive
En 2007, Ramil Famil oghlu Gasimov remporte l'Universiade d'été à Bangkok. Il participe aux Jeux olympiques d'été de 2008.
En 2013, Gasimov obtient le statut paralympique. Ainsi, la vision de Gasimov se détériore progressivement et il accepte l’invitation du Comité national paralympique.

## Sport paralympique
En 2013, Ramil devient champion d'Europe. En 2015, Gasimov remporte le Championnat d'Europe pour la deuxième fois.
Ramil Gasimov représente l'Azerbaïdjan aux Jeux paralympiques de 2016 à Rio de Janeiro, où il remporte une médaille d'or. 
En septembre 2016, sur ordre du président azerbaïdjanais Ilham Aliyev, Gasimov  reçoit l'Ordre de la Gloire pour ses hautes réalisations aux XVes Jeux paralympiques d'été à Rio de Janeiro, ainsi que pour ses services dans le développement du sport azerbaïdjanais.
Aux Championnats d'Europe 2017, Gasimov remporte une médaille de bronze. La même année, il devient vainqueur des Jeux de la solidarité islamique organisés à Bakou.
En novembre 2018, Gasimov est médaillé de bronze aux Championnats du monde à Odivelas (Lisbonne).
En mai 2021, Gasimov prend la 5e place du Grand Prix de Bakou parmi les aveugles et malvoyants.